# کالرا ای چساس
کالرا ای چساس (به اسپانیایی: Calera y Chozas) یک شهرستان در اسپانیا است که در استان تولدو واقع شده‌است.

## خصوصیات
کالرا ای چساس ۲۸۰ کیلومترمربع مساحت و ۴٬۱۵۷ نفر جمعیت دارد و ۳۹۲ متر بالاتر از سطح دریا واقع شده‌است.